# Raja Amari
Pour les articles homonymes, voir Amari (homonymie).
Raja Amari (arabe : رجاء عماري), née le 4 avril 1971 à Tunis, est une réalisatrice tunisienne.

## Carrière
Après avoir obtenu une maîtrise de littérature et de civilisation française à l'université de Tunis, Raja Amari poursuit ses études à Paris où elle est diplômée de La Fémis en 1998. Elle devient connue en 2002 grâce à son premier long métrage, Satin rouge, sélectionné à la Berlinale et qui connaît un grand succès auprès des critiques. En 2004, elle réalise un documentaire, Les Traces de l'oubli, puis tourne en 2009 son second long métrage de fiction, Les Secrets, qui figure dans la sélection officielle à la Mostra de Venise et au Museum of Modern Art de New York dans la section Mapping Subjectivity. Elle tourne en 2016 Corps étranger, film sur l'immigration, vue du côté immigré comme exploration affranchie d'une nouvelle contrée et de nouveaux désirs.
En 2019, l'Academy of Motion Picture Arts and Sciences l'invite à faire partie de ses membres. Elle est membre du collectif 50/50 qui a pour but de promouvoir l'égalité des femmes et des hommes et la diversité dans le cinéma et l'audiovisuel,.

## Œuvre

### Courts métrages
- 1995 : Le bouquet[2]
- 1998 : Avril
  - Prix du jury au Festival du cinéma d'Afrique, d'Asie et d'Amérique latine de Milan[2]
- 2001 : Un soir en juillet
  - Premier prix au Festival du cinéma d'Afrique, d'Asie et d'Amérique latine de Milan[2]

### Longs métrages
- 2002 : Satin rouge[7]
  - Prix à la création de la Fondation Gan pour le cinéma[8]
  - Prix junior du meilleur scénario/Grand prix du Festival du film de Turin[2]
  - Prix du public au Festival des films du monde de Montréal
  - Prix du meilleur premier film au Festival international du film de Seattle[2]
  - Prix du public au Festival international du film du Maine[2]
  - Prix du meilleur film, prix de la meilleure actrice et prix de la meilleure image au Festival international du film de Cuenca
  - Prix de la meilleure actrice au Festival du film de Koszalin
- 2009 : Les Secrets[9]
  - Prix Kantara au festival Arte Mare de Bastia[10]
  - Grand prix « Faucon d'or » au Festival du film arabe de Rotterdam
  - Prix de la meilleure photographie à la Mostra de Valence du cinéma méditerranéen[11]
  - Meilleur long métrage africain au Festival du cinéma d'Afrique, d'Asie et d'Amérique latine de Milan[12]
  - Prix du meilleur réalisateur au Festival international du film de Beyrouth[13]
  - Prix de la critique au Festival du film francophone de Tübingen[14]
- 2014 : Printemps tunisien[15]
  - Meilleur premier long métrage au Festival du film africain (it) de Vérone[16]
  - Prix Cinéma Radio France Bleu au Festival du cinéma et des cultures de la Méditerranée de Bastia
  - Prix du meilleur réalisateur au Africa International Film Festival[17]
  - Prix de la meilleure actrice et mention spéciale du jury au Durban International Film Festival[18]
- 2016 : Corps étranger[19]
  - Prix du meilleur scénario au Festival international du film RiverRun[20]
  - Prix du jury du Arabian Sights Film Festival[21]